# Juba (dans)
De juba of hambone, origineel zelfs pattin' juba (giouba, Haïti: djouba) genoemd, is een dans waarbij een danser zichzelf stompt en slaat op zijn armen, benen, borstkas of wangen, met de bedoeling een slaginstrument na te bootsen. Het lijkt op clogging en de jig, de juba-dans wordt vaak gedaan tijdens een walkaround.

## Geschiedenis
De juba is ontstaan in een Afro-Amerikaans milieu. Hij werd uitgevoerd door West-Afrikaanse slaven, die deze dans vooral deden tijdens hun bijeenkomsten op de plantages, waarbij geen muziekinstrumenten mochten worden gebruikt. In de dans was een soort geheimtaal verborgen.

## Gerelateerd nummer
Juba Juba
Juba dis and Juba dat,
and Juba kissed da yellow cat,
You sift the meal and ya gimme the husk,
you bake the bread and ya gimme the crust,
you eat the meat and ya gimme the skin,
and that's the way,
my mama's troubles begin